# Robert Barnes
Robert Barnes, född 1495, död den 30 juli 1540, var en engelsk teolog.
Barnes var Martin Luthers vän och en av reformationens anhängare i England. Hotad med döden för sina angrepp på den romersk-katolska kyrkan, flydde han till Wittenberg, men återkallades av Thomas Cromwell. Emellertid anklagades han på tillskyndelse av biskop Gardiner åter för lutherskt kätteri och måste bestiga bålet. Bland hans efterlämnade skrifter är Vitæ romanorum pontificum (1535) den mest bekanta.